# Mathighatta, Krishnarajpet
Mathighatta là một làng thuộc tehsil Krishnarajpet, huyện Mandya, bang Karnataka, Ấn Độ.